# علی‌آباد (بخش مرکزی نائین)
علی‌آباد یک منطقهٔ مسکونی در ایران است که در استان اصفهان واقع شده‌است. علی‌آباد ۱۰ نفر جمعیت دارد.